# Distrito de Kyaukpyu
El distrito de Kyaukpyu (birmano: ကျောက်ဖြူခရိုင်) es un distrito de Birmania perteneciente al Estado Rakáin. Su capital es Kyaukpyu. En 2014 tenía 439 923 habitantes. El distrito, con una extensión de 9111 km², se ubica en la costa central del estado e incluye en su territorio varias islas del golfo de Bengala, siendo las más importantes Ramree y Cheduba. Al este, el distrito es limítrofe con la región de Magway.

## Organización territorial
El distrito está dividido en cuatro municipios (población en 2014):
- Municipio de Ann (119 714 habitantes) - capital en Ann
- Municipio de Kyaukpyu (165 352 habitantes) - capital en Kyaukpyu
- Municipio de Manaung (56 966 habitantes) - capital en Manaung
- Municipio de Ramree (97 891 habitantes) - capital en Ramree